# Моя Антония
Моя Антония (англ. My Ántonia) ― роман американской писательницы Уиллы Кэсер. Последнее произведение «трилогии прерий», которому предшествуют романы «О, пионеры!» и «Песня жаворонка».
В романе идёт повествование об истории мальчика-сироты из Вирджинии, которого зовут Джим Бёрден, и Антонии Шимерда, дочери чешских иммигрантов. Оба они в конце XIX века становятся пионерами и поселяются в штате Небраска. Первый год жизни в совершенно новом месте оставляет сильные впечатления у детей, которые запомнятся им на всю жизнь.

## Основные персонажи
Джеймс Куэйл  «Джим» Бёрден
Рассказчик и главный герой романа, Джим с десяти лет живёт в Блэк-Хок, штат Небраска. Впоследствии становится успешным адвокатом и переезжает в Нью-Йорк.
Иосия и Эммалин Бёрден
Бабушка и дедушка Джима, которые живут на ферме в Небраске. Миссис Бёрден пятьдесят пять лет на начало рассказа. Видят своего внука в живую первый раз в жизни, поскольку сами они переехали в штат Небраска десятью годами ранее. Мистер Бёрден ― протестант и трудолюбивый фермер. Становится дьяконом в баптистской церкви после переезда в город.
Джейк Марпол
Фермер из Вирджинии, сосед Бёрденов
Отто Фукс
Фермер из Австрии, сосед Бёрденов
Антония «Тони» Шимерда
Смелая и отважная девочка из Богемии, которая переезжает со своей семьёй в Блэк-Хок.
Мистер и миссис Шимерда
Иммигранты из Чехии, родители Антонии.
Амброш, Марек и Юлька
Братья и сестра Антонии.
Антон Чузак
Муж Антонии и отец десятерых детей. Принял к себе её новорожденную дочь Марфу после того, как первый возлюбленный Антонии обманул и бросил её, оставив её с одну с ребёнком.
Лена Лингард
Девушка из деревни, переехавшая на работу в Блэк-Хок.
Тини Содерболл
Девушка из деревни, которая работает гостинице. Впоследствии открывает постоялый двор для моряков в Сиэтле, после чего делает состояние во время золотой лихорадки в Клондайке, продавая еду золотоискателям. Становится основателем городка Доусон-Сити на Юконе. Потом поселяется в Сан-Франциско вместе с Леной.
Гастон Клерик
Учитель Джима в Линкольне. Затем начинает преподавать в университете Небраски и в Гарварде.
Миссис Харлинг и её семья
Семья норвежских иммигрантов, соседи Бёрденов. Нанимают семнадцатилетнюю Антонию в качестве домработницы.

## Отзывы критиков
Моя Антония была восторженно принята критиками сразу после своей первой публикации в 1918 году. Роман считался литературным шедевром, а сами писательница стала в авангарде деятелей литературы своего времени. Касер хвалили за увлекательное изложение жизни на американском Западе.

## Адаптации

### Фильм
Моя Антония ― фильм 1995 года по мотивам романа.

### Пьеса
The Celebration Company поставила пьесу на сцене The Station Theatre в Эрбане, штат Иллинойс, в декабре 2011 года. Сценарист ― Джарет Дапье. 

### Книги
- Bloom, Harold (editor) (1987) Willa Cather's My Ántonia Chelsea House, New York, ISBN 1-55546-035-6; eleven essays
- Bloom, Harold (editor) (1991) Ántonia Chelsea House, New York, ISBN 0-7910-0950-5; more essays
- Lindemann, Marilee (editor) (2005) The Cambridge Companion to Willa Cather Cambridge University Press, Cambridge, England, ISBN 0-521-82110-X
- Meyering, Sheryl L. (2002) Understanding O pioneers! and My Antonia: A student casebook to issues, sources, and historical documents Greenwood Press, Westport, Connecticut, ISBN 0-313-31390-3
- Murphy, John J. (1989) My Ántonia: The road home Twayne Publishers, Boston, Massachusetts, ISBN 0-8057-7986-8
- O'Brien, Sharon (1987) Willa Cather: The Emerging Voice Oxford University Press, Oxford, England, ISBN 0-19-504132-1
- O'Brien, Sharon (editor) (1999) New essays on Cather's My Antonia Cambridge University Press, Cambridge, England, ISBN 0-521-45275-9
- Rosowski, Susan J. (1989) Approaches to Teaching Cather's My Ántonia Modern Language Association of America, New York, ISBN 0-87352-520-5
- Smith, Christopher (2001) Readings on My Antonia Greenhaven Press, San Diego, California, ISBN 0-7377-0181-1
- Wenzl, Bernhard (2001) Mythologia Americana – Willa Cather’s Nebraska novels and the myth of the frontier Grin, Munich, ISBN 978-3-640-14909-4
- Ying, Hsiao-ling (1999) The Quest for Self-actualization: Female protagonists in Willa Cather's Prairie trilogy Bookman Books, Taipei, Taiwan, ISBN 957-586-795-5

### Статьи
- Fetterley, Judith (1986) "My Ántonia, Jim Burden, and the Dilemma of the Lesbian Writer" In Spector, Judith (editor) (1986) Gender Studies: New Directions in Feminist Criticism Bowling Green State University Popular Press, Bowling Green, Ohio, pages 43–59, ISBN 0-87972-351-3; and In Jay, Karla and Glasgow, Joanne (editors) (1990) Lesbian Texts and Contexts: Radical Revisions New York University Press, New York, pages 145–163, ISBN 0-8147-4175-4
- Fischer, Mike (1990) "Pastoralism and Its Discontents: Willa Cather and the Burden of Imperialism" Mosaic (Winnipeg) 23(11): pp. 31–44
- Fisher-Wirth, Ann (1993) "Out of the Mother: Loss in My Ántonia" Cather Studies 2: pp. 41–71
- Gelfant, Blanche H. (1971) "The Forgotten Reaping-Hook: Sex in My Ántonia" American Literature 43: pp. 60–82
- Giannone, Richard (1965) "Music in My Ántonia" Prairie Schooner 38(4); covered in Giannone, Richard (1968) Music in Willa Cather's Fiction University of Nebraska Press, Lincoln, Nebraska, pages 116–122, OCLC 598716
- Holmes, Catherine D. (1999) "Jim Burden's Lost Worlds: Exile in My Ántonia" Twentieth-Century Literature 45(3): pp. 336–346
- Lambert, Deborah G. (1982) "The Defeat of a Hero: Autonomy and Sexuality in My Ántonia" American Literature 53(4): pp. 676–690
- Millington, Richard H. (1994) "Willa Cather and "The Storyteller": Hostility to the Novel in My Ántonia" American Literature 66(4): pp. 689–717
- Prchal, Tim (2004) "The Bohemian Paradox: My Antonia and Popular Images of Czech Immigrants" MELUS (Society for the Study of the Multi- Ethnic Literature of the United States) 29(2): pp. 3–25
- Tellefsen, Blythe (1999) "Blood in the Wheat: Willa Cather's My Antonia" Studies in American Fiction 27(2): pp. 229–244
- Urgo, Joseph (1997) "Willa Cather and the Myth of American Migration" College English 59(2): pp. 206–217
- Yukman, Claudia (1988) "Frontier Relationships in Willa Cather's My Ántonia" Pacific Coast Philology 23(1/2): pp. 94–105